# Kertawirama
Kertawirama is een bestuurslaag in het regentschap Kuningan van de provincie West-Java, Indonesië. Kertawirama telt 2191 inwoners (volkstelling 2010).